# Mikołaj Zalaszowski
Mikołaj Zalaszowski (ur. 17 sierpnia 1631 prawdopodobnie w Żelisławicach, zm. 21 września 1703 w Poznaniu) – prawnik polski, duchowny katolicki, profesor Akademii Krakowskiej, profesor i rektor Akademii Lubrańskiego w Poznaniu.

## Życiorys
Urodził się w rodzinie szlacheckiej, nobilitowanej w 1555 i pieczętującej się herbem Półkozic. W 1648 rozpoczął studia na Wydziale Filozofii Akademii Krakowskiej, gdzie w 1652 uzyskał stopień magistra filozofii (Wielkopolski słownik biograficzny: doktorat filozofii). Naukę kontynuował na uczelniach zagranicznych, najpierw w Niemczech, potem we Włoszech, by 14 lutego 1656 na rzymskim uniwersytecie La Sapienza obronić doktorat obojga praw. W czasie pobytu w Rzymie przyjął także święcenia kapłańskie.
W 1659 powrócił do kraju i został profesorem w Kolegium Prawniczym Akademii Krakowskiej. Niebawem skierowany został do Poznania i na tamtejszej Akademii Lubrańskiego podjął wykłady z prawa rzymskiego i kanonicznego. Powołany został także na stanowisko rektora uczelni poznańskiej. Przez około dziesięć lat dzielił swój czas między obie akademie, dopiero w 1669 na stałe wiążąc się z Poznaniem, z racji otrzymania godności kanonika miejscowej kapituły katedralnej (chociaż był zarazem kanonikiem przy kościele Wszystkich Świętych w Krakowie). Od 1695 pełnił w poznańskiej kapitule godność archidiakona.
Jako rektor Akademii Lubrańskiego dbał zarówno o poziom naukowy, jak i stan majątkowy uczelni. Występował w poznańskim konsystorzu przeciwko zamiarom przejęcia Akademii przez jezuitów. Funkcję rektora Akademii Lubrańskiego pełnił do listopada 1666, po czym poświęcił się działalności naukowej. Za najważniejszą z prac Zalaszowskiego uważa się 2-tomową encyklopedię prawa Ius Regni Poloniae (1699-1702), której nadano niebawem status podręcznika obowiązującego na studiach prawniczych Akademii Krakowskiej. Była to pierwsza w Polsce obszerna prezentacja prawa sądowego na tle porównawczym; autor wykazał się wysoką znajomością instytucji prawa rzymskiego, mniejszą wiedzę prezentował w dziedzinie polskiego prawa ziemskiego, pominął także rodzime prawo miejskie (np. wilkierze) na rzecz prawa miejskiego sasko-magdeburskiego. Z prawodawstwa zachodnioeuropejskiego Zalaszowski cytował dzieła niemal 300 autorów.
W 1659 w Krakowie ogłosił dzieło Questio de rebus Ecclesiae non alienandis, poświęcone zakazowi alienacji majątków kościelnych. Był także autorem innej rozprawy z prawa kanonicznego Tractatus de potestate capituli sede episcopali vacante, którą wydano w 1706 już po jego śmierci i uzupełniono o życiorysy biskupów poznańskich.
Zalaszowski niemal całe swoje dochody przekazywał na zakup książek, głównie dzieł prawniczych, i zgromadził kilkutysięczny księgozbiór. Zapisem testamentowym przekazał swój księgozbiór Bibliotece Akademii Lubrańskiego; po likwidacji uczelni a tym samym i biblioteki w 1780 zbiory te weszły do Biblioteki Seminarium Duchownego w Poznaniu, a potem do Biblioteki Głównej Uniwersytetu Poznańskiego. Pochowany został w katedrze poznańskiej.